# Hadja Saran Daraba
Hadja Saran Daraba (nascida em 1945, Guiné) é a fundadora da Rede de Mulheres da União para a Paz no Rio Mano (REFMAP).

## Vida
Seu pai foi um soldado de Ahmed Sékou Touré. Ela estudou farmacologia em Leipzig e Halle . Em 1970, retornou à Guiné e lecionou na instituição Hadja Mafory Bangoura College, antes de ser nomeada diretora nacional adjunta de exportações do Ministério do Comércio Exterior. Em 1996, tornou-se Ministra dos Assuntos Sociais e Promoção da Mulher e da Criança.
Em 2010, ela foi a única mulher concorrendo à presidência da Guiné, dos 24 candidatos  Entre 2010 e 2017, foi secretária geral do REFMAP.